# VIA CoreFusion

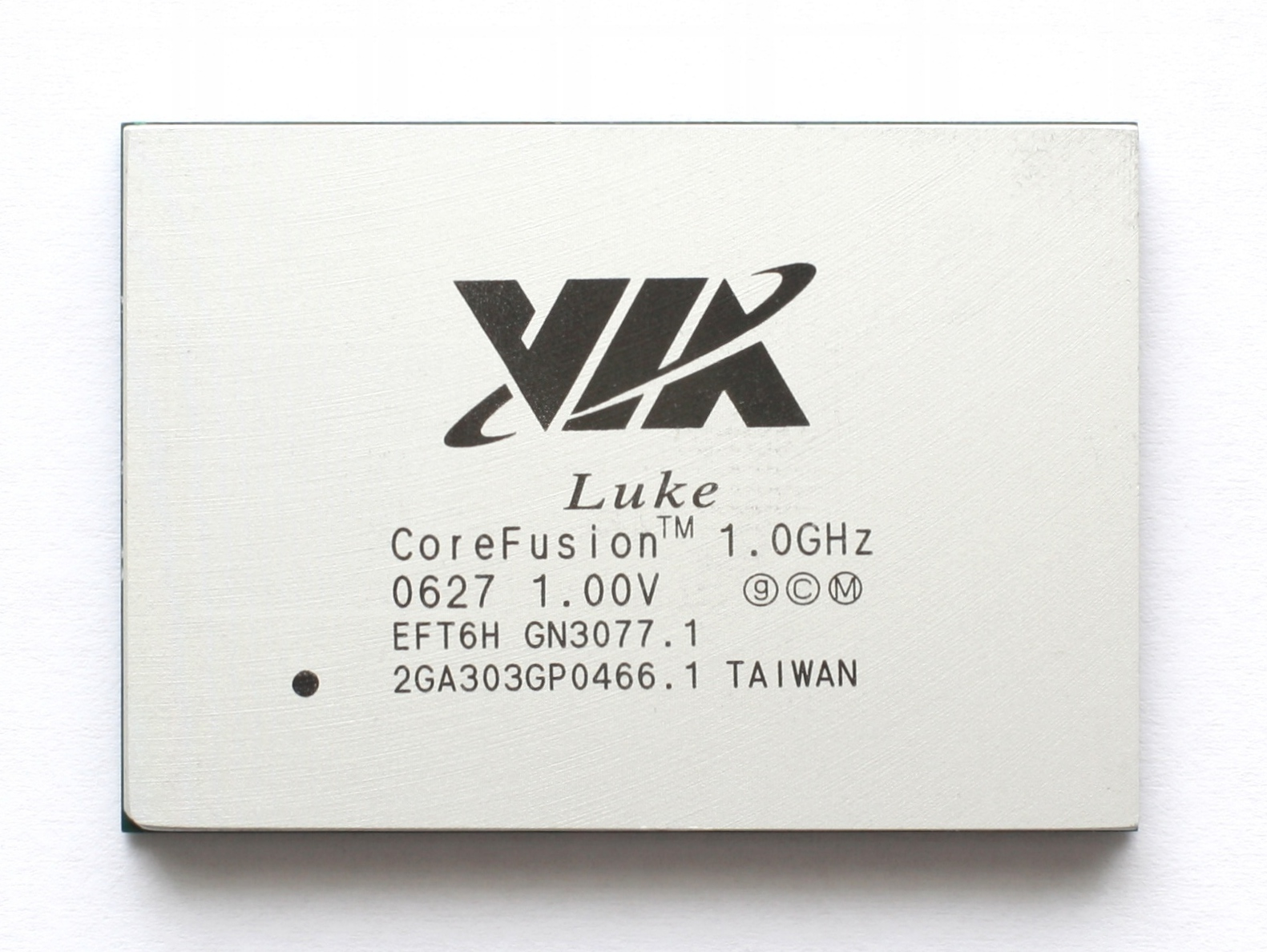
VIA Luke processzor

A VIA CoreFusion egy alacsony fogyasztású x86-os processzorcsalád, amelyet a VIA Technologies gyártott 2003-tól. A CoreFusion processzorok magukban foglalják a northbridge-et, a grafikai feldolgozóegységet és egy ISA vagy V-Link síninterfészt (V-Link csak a „Luke” és „John” modellekben). Ezek a processzorok nem ténylegesen valódi egylapkás rendszerek (SOC-ok), mert valójában ezek a chipek csak egy kupak alá lettek helyezve egy nyáklapra, és valódi tranzisztor szintű integráció nem történt, pusztán fizikailag egymás mellé telepítették a részegységeket a kupak alatt. A fő processzor ezekben a Centaur Technology x86-kompatibilis processzormagja.
A CoreFusion platform háromféle változatban készült: „Mark”, „Luke”, „Luke-Lite”. 2005-ben tervbe vették a „John” nevű modellt, ami nem jelent meg.

## Fejlesztés
Bár a CoreFusion koncepciót először a 2003-as CeBIT-en jelentették be, 2005-ig tartott, mire az első termékek elérhetővé váltak. A CoreFusion platform két fő modellből és három termékből áll, bővítését tervezték, de az nem valósult meg.

## Mark
A Corefusion Mark modell 2003. március 12-én jelent meg. A processzor magja a VIA C3 Nehemiah mag egy változata, emellett VIA ProSavage CLE266 northbridge vezérlőt és az S3 Graphics ProSavage4 grafikai feldolgozóegységét tartalmazza. Támogatja a 133 MHz-es SDRAM-ot.
A CoreFusion Mark a sorozat legkisebb modellje, amely egy VIA C3 processzort (Nehemiah+ processzormagot) kombinál egy VIA Apollo PLE133T northbridge-el. Ez a kombináció támogatja a PC133 SDRAM-ot és egy ISA buszt (a VT82C686B southbridge-en keresztül). Ez az ISA busz különösen fontos az ipari alkalmazásokban, ahol speciális mérőkártyákat és csatolt berendezéseket használnak. A grafikus képessége azonban átlag alatti a régebbi Twister-T grafikus megoldás miatt. Különösen a 2D képességek, például a képernyőkimenet hardveresen gyorsított forgatása nem támogatottak.
Jellemzők
- Processzormag: Centaur Technology Nehemiah+ (C3 mag, SMP)
  - L1 gyorsítótár: 64 + 64 KiB (adat- és utasítás)
  - L2 gyorsítótár: 64 KiB
  - Utasításkészlet-kiterjesztések: MMX, 3DNow!, SSE, PowerSaver 3.0
  - Biztonsági jellemzők: VIA PadLock motor, RNG, AES
- Tokozás: BGA686 (686 érintkezős HSBGA, hőelosztóval, felületre szerelhető, 42 × 57 mm)
- Front-side bus: 133 MHz
- Magfeszültség (VCore): 0,9-1,0 V
- Energiafogyasztás (TDP): 6 W és 8 W
- Első kiadás: 2003. március 12.
- Órajelfrekvenciák:
  - Mark: 533, (800), 1000 MHz[3]

## Luke és Luke-Lite
A Corefusion Luke 2005. március 8-án jelent meg. A processzor mag a VIA Eden-N típuson alapul, VIA CN400 northbridge-t és az S3 Graphics Unichrome Pro grafikai feldolgozóegységét tartalmazza. Támogatja a max. 400 MHz DDR SDRAM.
A Corefusion Luke-Lite majdnem azonos a Luke-kal, az egyetlen különbség, hogy az integrált northbridge-t egy VIA CN333-asra cserélték. Ez 333 MHz-re korlátozza a memória maximális sebességét (szemben a „Luke” 400 MHz-es sebességével.)
A grafikai hiányosságot a Luke modellben nagyrészt kiküszöbölték. Az integrált VIA CN400 northbridge a VIA UniChrome Pro grafikus maggal sokkal jobb grafikus képességekkel rendelkezik. A fő processzor továbbra is a VIA C3 Nehemiah+ processzormagja. Ebben a CoreFusion-változatban azonban a módosított southbridge-kapcsolat miatt leváltották az ISA-buszt: a PCI busz helyett ebben már a VIA V-Link elnevezésű buszát használják, és emiatt a VT8231-től kezdődően egy VIA Southbridge szükséges, amely már nem nyújt ISA-támogatást. Ugyanakkor ezekben a modellekben a DDR-SDRAM is használható, akár DDR/400-ig (ahol az effektív órajel 400 MHz).
Jellemzők
- Processzormag: Centaur Nehemiah+, Eden-N mag, SMP
  - L1 gyorsítótár: 64 + 64 KiB (adat + utasítások)
  - L2 gyorsítótár: 64 KiB a processzor órajelével
  - MMX, 3DNow!, SSE, PowerSaver 3.0
  - Biztonsági jellemzők: VIA PadLock motor, RNG, AES
- Tokozás: BGA841
- Northbridge: VIA CN400
  - AGTL+ 133 MHz front-side bus
  - Memóriavezérlő: DDR-SDRAM max. 200 MHz (PC3200)
  - integrált UniChrome Pro grafikus mag
  - váltás V-Link-re (VIA VT8231 southbridge-ről)
- Magfeszültség (VCore): 0,9-1,0 V
- Energiafogyasztás: 6-10 W
- Első kiadás: 2005. március 8.
- Órajelfrekvencia:
  - Luke: 533, 800, 1000 MHz[4]
  - Luke-Lite: 533–1000 MHz[5]

## John
A Corefusion Johnról kevés adat ismert: a VIA egy 2005-ös, útitervet tartalmazó dokumentumában jelent meg róla kevés információ.
A jelek szerint a Luke utódjaként tervezték, és a tervezett funkciók között szerepelt volna DDR2 támogatás, hardveres WMV9 dekódolás és HD audio támogatás. Nem ismert, hogy ez az eszköz megjelent-e valaha, de valószínűleg a VIA C7-es mag valamelyik változatát használta volna (mivel a VIA elvesztette a C3-as sorozat gyártásához szükséges licenceket.)

## Fordítás
Ez a szócikk részben vagy egészben  a   VIA CoreFusion című angol Wikipédia-szócikk ezen változatának fordításán alapul.  Az eredeti cikk szerkesztőit annak laptörténete sorolja fel. Ez a jelzés csupán a megfogalmazás eredetét és a szerzői jogokat jelzi, nem szolgál a cikkben szereplő információk forrásmegjelöléseként.
Ez a szócikk részben vagy egészben  a   VIA CoreFusion című német Wikipédia-szócikk ezen változatának fordításán alapul.  Az eredeti cikk szerkesztőit annak laptörténete sorolja fel. Ez a jelzés csupán a megfogalmazás eredetét és a szerzői jogokat jelzi, nem szolgál a cikkben szereplő információk forrásmegjelöléseként.